# Epiophlebioptera
Infra-ordre
Les Epiophlebioptera (épiophlébioptères en français) sont un infra-ordre d'insectes de l'ordre des odonates (ordre auquel appartiennent les demoiselles (zygoptères) et les libellules (épiproctophores)). Ils constituent avec les anisoptères (Anisoptera) l'un des deux infra-ordres actuels des épiproctophores (Epiproctophora).

## Taxonomie
Epiophlebia est le seul genre de la famille des Epiophlebiidae, elle-même seule représentante actuelle de l'infra-ordre.

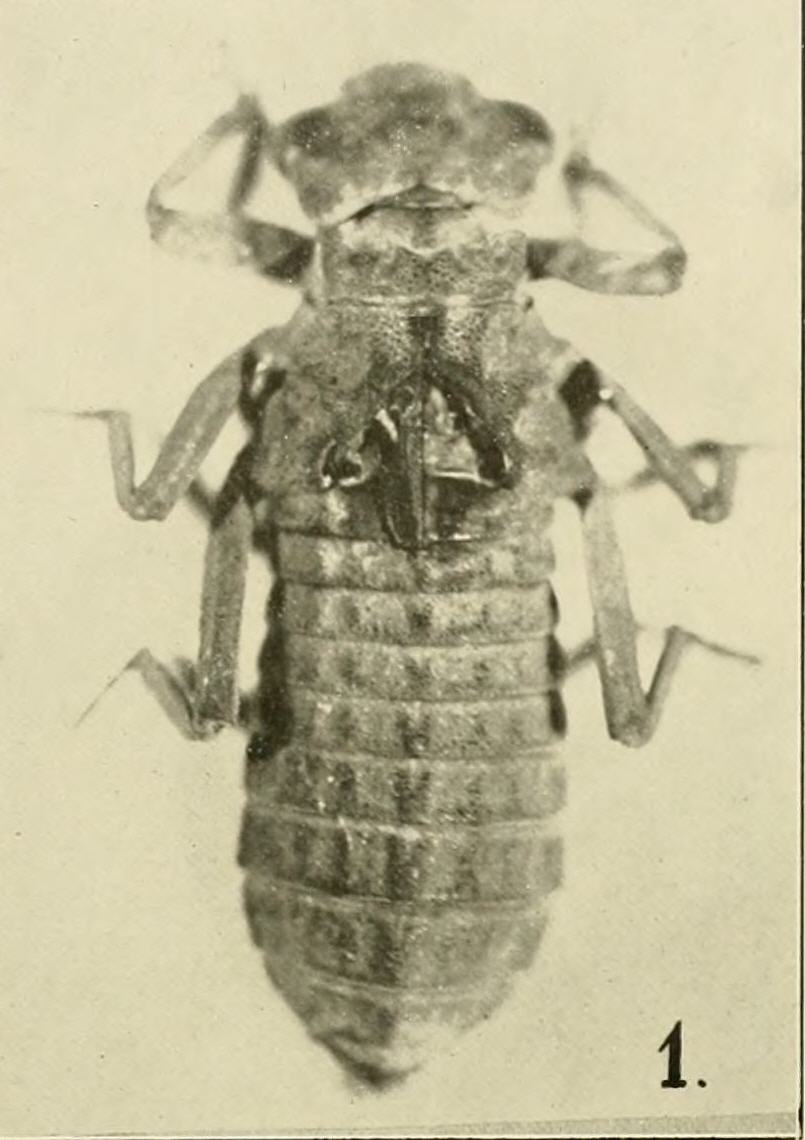
Epiophlebia laidlawi larve.

Seules trois espèces subsistent. Les deux premières, Epiophlebia laidlawi (de l'Himalaya) et Epiophlebia superstes (du Japon) ont été longtemps placées dans le sous-ordre des anisozygoptères, considéré alors comme intermédiaire entre les libellules et les demoiselles, en particulier à cause des ailes antérieures et postérieures très semblables en taille et en forme et maintenues parallèlement au corps au repos à l’instar des demoiselles.
Il semble que d'après les plus récentes études, ce genre partage un ancêtre commun plus récent avec les libellules (dont il aurait été séparé lors de la surrection himalayenne,) qu'avec les demoiselles. Le groupe a donc été reclassé, comme infra-ordre au sein des épiproctophores.
En 2012, une troisième espèce, Epiophlebia sinensis, a été décrite de la province du Heilongjiang dans le nord est de la Chine, comblant ainsi une lacune dans la distribution du genre entre le Népal et le Japon. Enfin, une quatrième espèce, Epiophlebia diana Carle, 2012 est décrite par Carle d'après deux larves récoltées dans les montagnes du Sichuan (Chine) et retrouvées dans les collections de l'université Cornell à Ithaca (New-York, États-Unis); cependant, certains auteurs ne reconnaissent pas la validité de ce taxon, arguant que, en l'état des connaissance actuelles, il n'est pas possible de le distinguer de E. sinensis. Büsse et al. (2012) indiquent que des recherches génétiques ne permettraient plus de distinguer 3 (ou 4) espèces dans le genre Epiophlebia. E. laidlawi serait ainsi synonyme de E. superstes, tandis que E. sinensis pourrait effectivement être une espèce distincte de E. superstes.

## Publication originale
- (de) Günter Bechly, « Morphologische Untersuchungen am Flügelgeäder der rezenten Libellen und deren Stammgruppenvertreter (Insecta; Pterygota; Odonata), unter besonderer Berücksichtigung der Phylogenetischen Systematik und des Grundplanes der Odonata », Petalura, Böblingen, vol. 2,‎ 1996, p. 1-402.